# دانیل پاپوئه
دانیل پاپوئه (انگلیسی: Daniel Pappoe؛ زادهٔ ۳۰ دسامبر ۱۹۹۳) بازیکن فوتبال اهل غنا است.
از باشگاه‌هایی که در آن بازی کرده است می‌توان به باشگاه فوتبال کینگستونیان، باشگاه فوتبال همل همپستید تاون، باشگاه فوتبال چلسی، باشگاه فوتبال کولچستر یونایتد، و باشگاه فوتبال برایتون اند هوو آلبیون اشاره کرد.